# 戶田小濱站
戶田小濱站（日语：／ Toda-Kohama eki */?）是位於島根縣益田市戶田町，西日本旅客鐵道（JR西日本）的山陰本線車站。

## 歷史
- 1925年（大正14年）
  - 3月8日 - 國有鐵道山陰本線石見益田站（現時為益田站）至此站啟用，此站啟用，當時名為石見小濱站。為客運和貨運車站。
    - 當時車站地址為島根縣美濃郡小野村大字戶田。

  - 11月1日 - 車站改名為戶田小濱站。
- 1927年（昭和2年）6月19日 - 山陰本線此站至飯浦站之間開業。
- 1952年（昭和27年）8月1日 - 隨著益田市成立，車站地址為島根縣益田市大字戶田。
- 1963年（昭和38年）2月1日 - 終止貨物起卸業務。
- 1972年（昭和47年） - 隨著町名改稱，車站地址為現時位置。
- 1987年（昭和62年）4月1日 - 伴隨國鐵分割民營化，車站由西日本旅客鐵道（JR西日本）營運。
- 2013年（平成25年）7月28日 - 發生暴雨（日语：平成25年7月28日の島根県と山口県の大雨），包含此站在內，益田站至長門市站之間暫停服務。
- 2013年（平成25年）11月9日 - 益田站至須佐站之間重開。在4個月後重開。

## 車站構造
車站是一座地面車站，設有2面3線的單式、島式月台，可進行列車交會與折返。車站大樓現時還存在，位於單式月台側。月台之間設有跨線橋連接。
車站由長門鐵道部管理的無人車站，車站沒有自動售票機。曾經此站設有車站事務室，現時改建為社區中心。

### 月台
| 月台     | 路線      | 上下行 | 方向             |
| -------- | --------- | ------ | ---------------- |
| 單式月台 | ■山陰本線 | 下行   | 東萩、長門市方向 |
| 島式月台 | ■山陰本線 | 上行   | 益田、濱田方向   |

在旅客資訊上沒有設定月台編號。另外，上行列車會使用島式月台近車站大樓一方。

## 使用狀況
以下為近年1日平均乘車人次列表：
| 乘車人次變化 | 乘車人次變化    |
| 年度         | 1日平均乘車人次 |
| ------------ | --------------- |
| 1984         | 141             |
| 1994         | 72              |
| 1999         | 44              |
| 2000         | 37              |
| 2001         | 32              |
| 2002         | 28              |
| 2003         | 28              |
| 2004         | 26              |
| 2005         | 28              |
| 2006         | 29              |
| 2007         | 26              |
| 2008         | 28              |
| 2009         | 25              |
| 2010         | 25              |
| 2011         | 19              |
| 2012         | 15              |
| 2013         | 10              |
| 2014         | 8               |
| 2015         | 10              |
| 2016         | 11              |
| 2017         | 11              |

## 車站周邊
- 小濱海灘
- 益田小濱郵局
- 益田市立小野中學
- 國道191號（日语：国道191号）
- 戶田柿本神社（車站內設有展示板說明柿本人麻呂誕生之地）

## 相鄰車站
西日本旅客鐵道
■山陰本線
益田－戶田小濱－飯浦

## 注腳
1. ↑  島根縣統計書

## 外部連結
- 戶田小濱｜車站資訊：JR出門網 - 西日本旅客鐵道